# ستيرويد
الستيرويد هو مركب عضوي حلقي.

نظام حلقة الستيرويد: نظام حلقة السترويدات الأصل ABCD (هيكل هيدروكربوني) يظهر بحسب طريقة الكتابة وترتيب حروف الحلقة وترقيم الذرات المتفق عليها في الأيوباك.

والستيرويد هو نوع من المركبات العضوية من أربع حلقات مندمجة مرتبة في تشكيل جزيئي محدد. ومن الأمثلة على المنشطات تشمل الكوليسترول، والهرمونات الجنسية واستراديول التستوستيرون، وديكساميثازون العقاقير المضادة للالتهابات.
ويتألفُ جوهر sterane المنشطات من ذرات الكربون 17 المستعبدين معا لتشكيل اربع حلقات تنصهر فيها : حلقات ثلاث الهكسان الحلقي (تسمى حلقات ألف وباء، وجيم في وحلقة واحدة السيكلوبنيتين (الحلقة دال). والستيرويدات تختلف حسب الفئات الوظيفية المرفقة الجامدة وأشكال خاصة من المنشطات، مع مجموعة الهيدروكسيل.

## أنواع الستيرويدات في جسم الإنسان

Human ستيرويد, showing testosterone near bottom.

ينقسم الستيرويد في جسم الأنسان إلى الانواع التالية
1. كورتيزون ويشمل الألدوستيرون والكورتيزول
2. أندروجين ويشمل تستوستيرون
3. إستروجين
4. البروجيسترون (بالإنجليزية:  Progestogen)‏